# Nikolaj Ivanovič Svjatopolk-Mirskij
Nikolaj Ivanovič Svjatopolk-Mirskij (in russo Николай Иванович Святополк-Мирский?, in polacco: Mikołaj Światopełk-Mirski; San Pietroburgo, 17 luglio 1833 – Mir, 27 ottobre 1898) è stato un generale e politico russo del clan dei Białynia.

## Biografia
Nikolaj nacque a San Pietroburgo nella famiglia di Thomas Bogumile Jean Sviatopolk-Mirskij, ambasciatore, del regno semi-indipendente della Polonia, in Russia; il patronimico di Nikolaj Ivanovič era basato sulla forma russificata del terzo nome del padre. Pur discendendo da uno szlachta polacco fu cresciuto nella capitale dell'impero russo, egli stesso si considerava russo.
Nikolaj si diplomò al Corpo dei paggi, in seguito fu spedito a servire nel Caucaso sotto i comandi di Michail Semënovič Voroncov. Durante la guerra russo-turca (1877-1878) comandò una divisione che combatté nella quarta battaglia del Passo di Shipka. Dal 1881 fu Ataman dei cosacchi del Don di Voisko. Nel 1895 acquisì il famoso complesso del Castello di Mir, che riparò e ricostruì. Nel 1898 divenne membro del consiglio di Stato dell'Impero russo; il 27 ottobre dello stesso anno si spense all'età di sessantacinque anni a Mir.

## Discendenza
I discendenti di Nikolaj Ivanovič Svjatopolk-Mirskij emigrarono negli Stati Uniti stabilendosi a Philadelphia.

## Galleria d'immagini

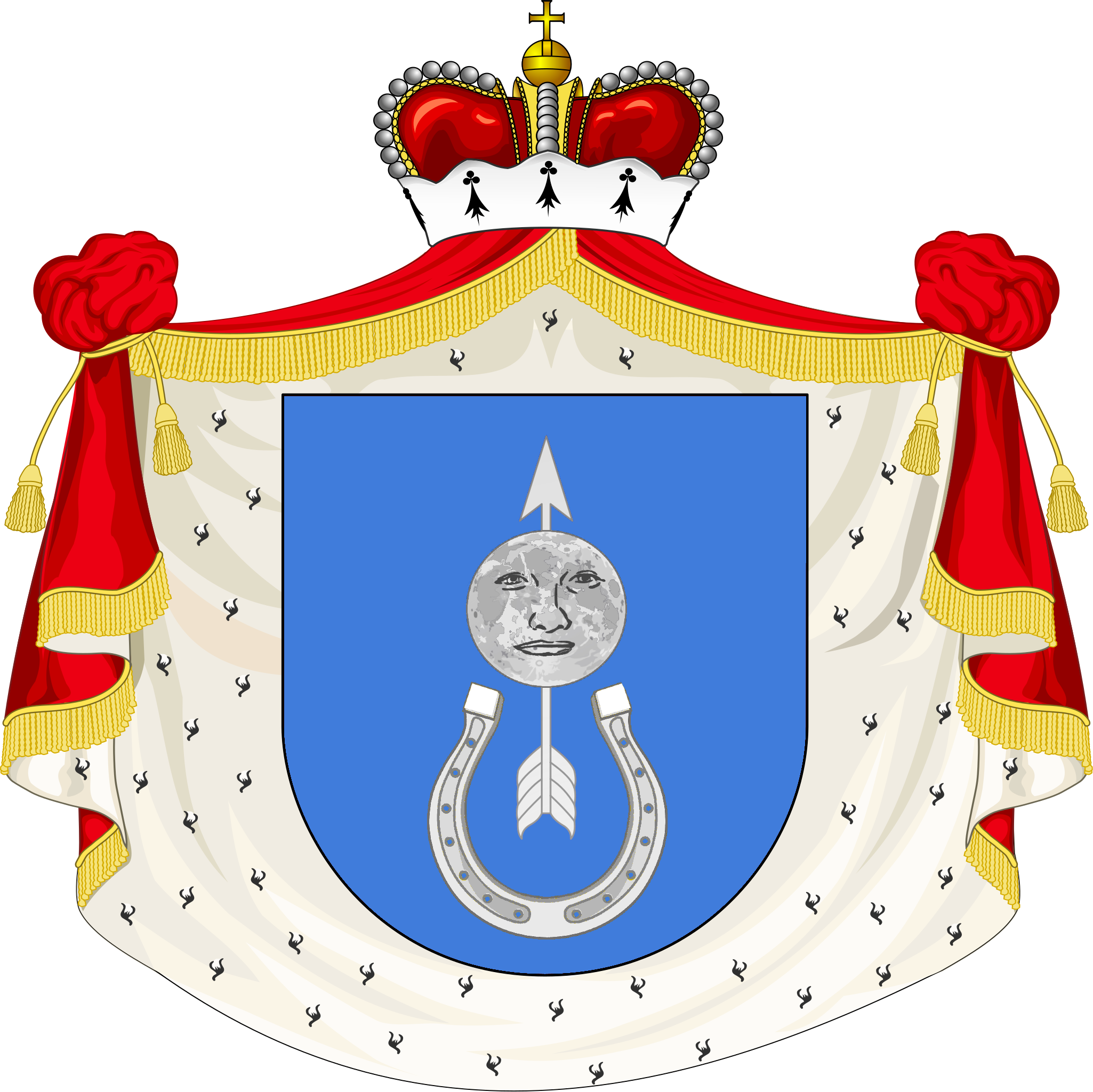
Stemma della famiglia Svjatopolk-Mirskij.